# Beeldspraak
Beeldspraak is figuurlijk taalgebruik ofwel een stijlfiguur. De gedachte aan iets bepaalds (de referent) roept andere zaken (beelden)  in de gedachten op die met de referent een overeenkomst hebben. Deze cognitief ervaren overeenkomst noemt men associatie. Beeldspraak is een vorm van associatie.
Standaarduitdrukkingen in het Nederlands die op beeldspraak gebaseerd zijn: 
- Hij is zo koppig als een ezel.
- Het hart van de stad.

## Vormen
Vormen van beeldspraak zijn:
- allegorie
- asyndetische vergelijking
- battologie
- homerische vergelijking
- metafoor
- metonymie
- parabel
- personificatie
- synesthesie
- vegetalisering
- vergelijking

## Verwante begrippen
Aangezien beeldspraak berust op het gebruik van woorden en zinsdelen, in oneigenlijke betekenis en op een associatieve manier, is beeldspraak strikt genomen een vorm van catachrese, hetgeen zelf een vorm van troop is.
Bij het veelvuldig of systematisch gebruik van een bepaalde vorm van beeldspraak ligt het gebruik van het cliché om de hoek; beeldspraak die te vaak gebruikt wordt, verliest zijn beeldende kracht. In feite is het dan geen beeldspraak meer, maar een versteende taalvorm geworden.
Connotatie is de contextueel gebonden gevoelswaarde van een woord. Zo kan men bij regen denken aan nat worden, wat voor de één een onaangename betekenis heeft, voor de ander wellicht een prettige. 
Zondagsdichters gaan er vaak van uit dat de gevoelswaarde van woorden voor iedereen (en met name de lezer) dezelfde is.